# Professor Bacteri
El Professor  Bacterio (anomenat Professor Bacteri als àlbums traduïts a català) és un personatge de ficció creat per Francisco Ibáñez en 1969 per a la seua sèrie de còmic Mortadel·lo i Filemó. La seua primera aparició va tenir lloc a la historieta El Sulfat Atòmic.
És el reconegut científic biòleg de la T.I.A.. Bacteri sol provar cadascun dels seus nous invents entre algun dels membres de l'empresa, com treballadors, secretàries (Ofèlia en major mesura) i altres agents, amb funestos resultats. Aquests es produeixen de tres maneres diferents:
- De vegades és el mateix geni el que s'equivoca, obtenint com a resultat coses inesperades (a vegades just el contrari per al qual va ser creat l'invent).
- De vegades funcionen bé, però els dos agents no l'usen correctament.
- De vegades, l'invent funciona exactament com s'esperava però ho fa en situacions delicades per a Mortadel·lo i Filemó, que acaben patint tot tipus d'infortunis.

A causa d'això, Mortadel·lo i Filemó sempre fugen quan El Súper els vol fer provar un invent del professor Bacteri.
Posseeix una gran barba negra, que els agents, el Súper o Ofèlia agafen amb acarnissament quan els seus invents surten malament. Sol vestir amb un vestit de color verd.
Entre els seus invents destaquen: 
- La màquina de la canviada
- La màquina cercafresc
- La màquina de copiar gent
- L'elasticina
- la tergiversicina
- El vivimetalillus
- El Transformador Metabòlic
- El mimetitzador, etc.

Gràcies a un crecepelo "infal·lible" de la seua invenció, Mortadel·lo va perdre la seva cabellera i encara li guarda rancúnia, pel que sempre està a la gresca amb Bacteri.